# Alexandre Prémat

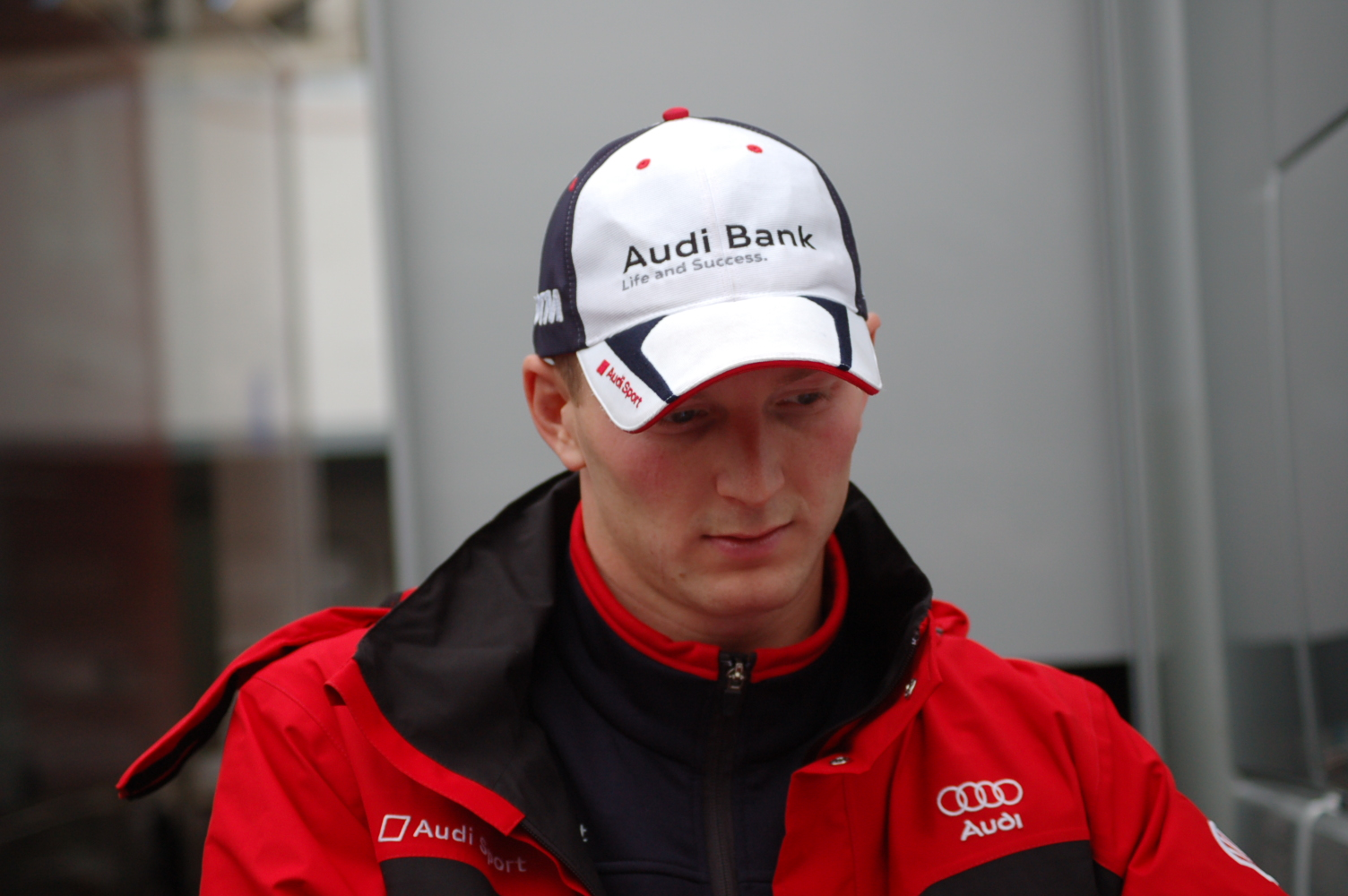
Alexandre Prémat

Alexandre Prémat (Juvisy-sur-Orge, 1982. április 5. –) francia autóversenyző. A 2004-es Masters of Formula 3-, a 2005–2006-os A1 GP-, valamint a 2008-as Le Mans-széria győztese.

## Pályafutása

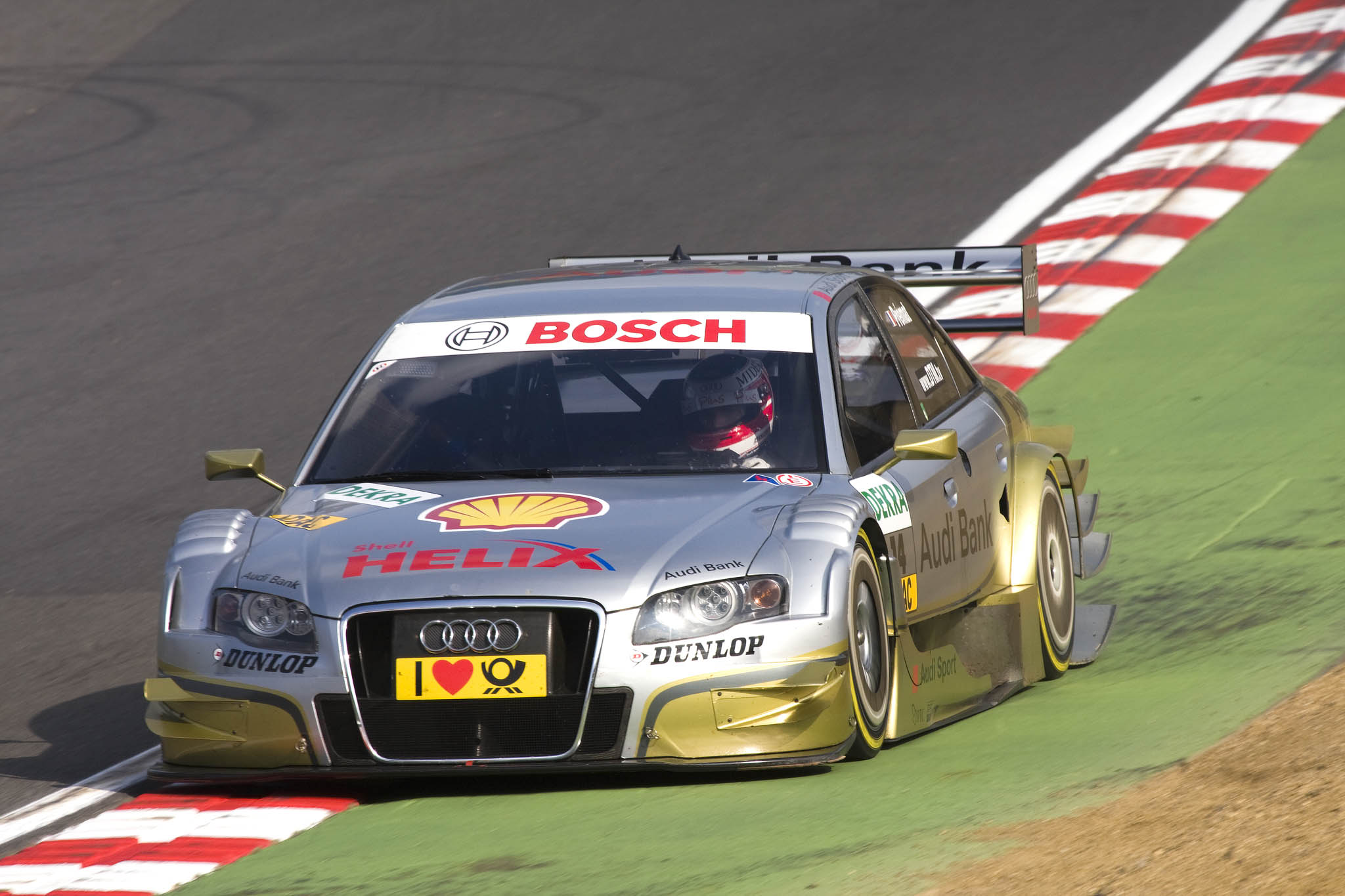
2008-ban a német túraautó-bajnokság egy futamán

Tízévesen kezdett gokart-versenyezni. 2000-ben váltott formulaautós versenyzésre és a francia Formula Campus sorozatban szerepelt. 2001 és 2002 között a francia Formula–Renault bajnokság futamain vett részt. Első évében a kilencedik helyen zárt, majd 2002-ben a sorozat bajnoka lett.
2003-ban hetedik, 2004-ben második helyen végzett a Formula–3 Euroseries-ben. 2004-ben továbbá megnyerte a Masters of Formula 3-as viadalt, valamint a Makaói Grand Prix-t.
2005-ben az ART Grand Prix csapatával vett részt az akkor létrejött GP2-szériában. Első lett a magyar nagydíj sprint-, valamint a török nagydíj főversenyén. Míg csapattársa Nico Rosberg megnyerte a bajnokságot, addig Alexandre a negyedik helyen zárt az összetett értékelésben. 

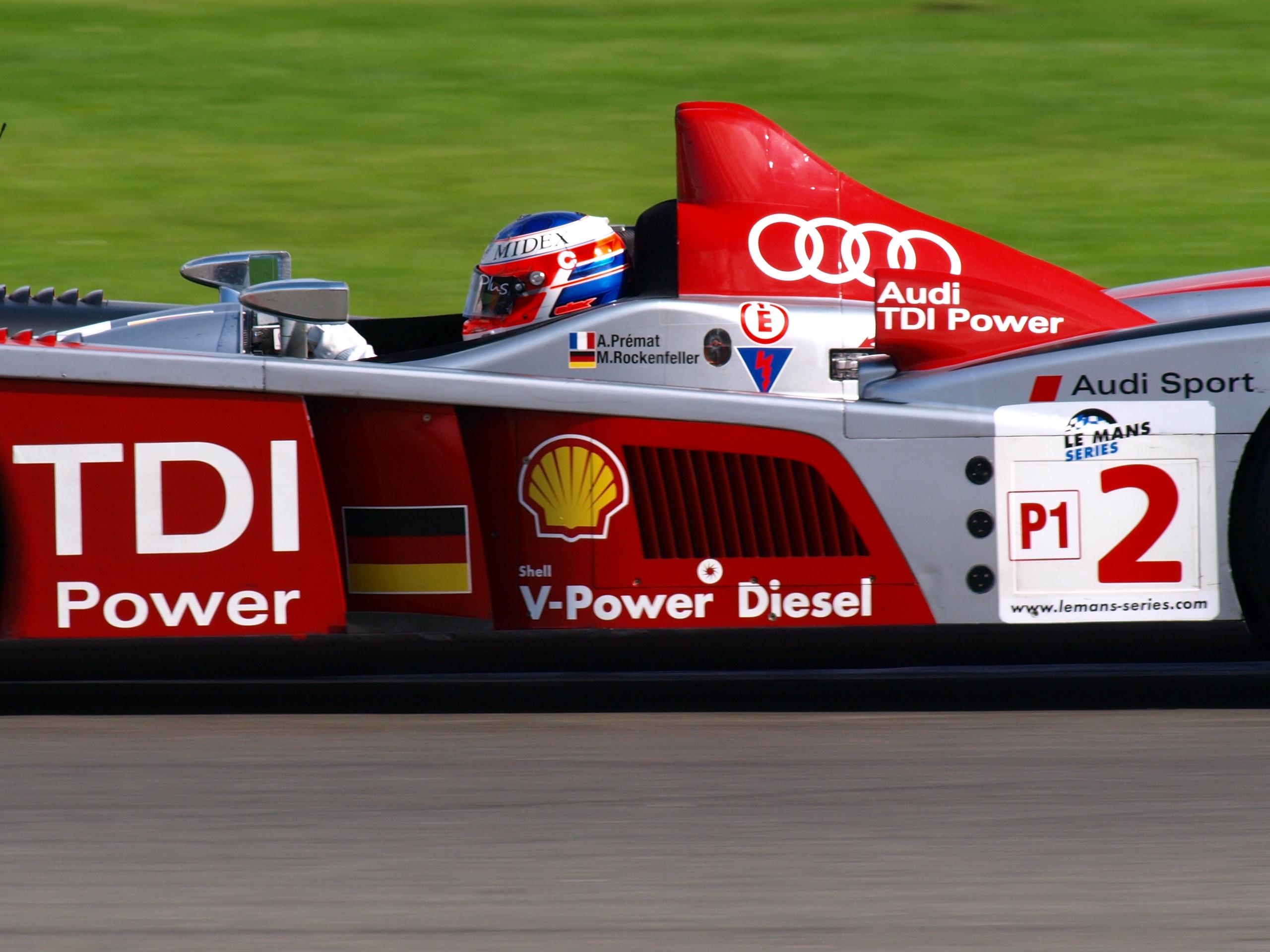
2008-ban a Silverstoni 1000 kilométeres versenyen

 A 2006-os szezonban a brit Lewis Hamilton lett a csapattársa. Prémat egy futamot nyert az év folyamán, és a harmadik helyen zárt. Csapattársa, Hamilton öt futamgyőzelemmel lett bajnok.
Nicolas Lapierre-el felváltva képviselte Franciaországot az A1 Grand Prix 2005–2006-os szezonjában. Alexandre hét, Nicolas hat futamon volt első és végül ötvenegy pont előnyben nyerték meg hazájuknak a bajnoki címet Svájc csapata előtt.
2006-ban a Formula–1-es kínai nagydíj pénteki napján a Spyker csapat harmadik versenyzője volt.
2008-ban Mike Rockenfeller társaként megnyerte a Le Mans-szériát, továbbá negyedik lett a Le Mans-i 24 órás versenyen.
2007-óta vesz részt a német túraautó-bajnokságban. 2007-ben a tizenegyedik, 2008-ban a tizedik, 2009-ben pedig a tizenharmadik helyen zárt a bajnokságban. 2010-ben továbbra is a sorozat résztvevője lesz.

## Eredményei

### Teljes Formula–3 Euroseries eredménylistája
(Táblázat értelmezése)

(Félkövér: pole-pozícióból indult; dőlt: leggyorsabb kört futott) 

| Év   | Csapat | Modell           | Motor        | 1          | 2         | 3       | 4       | 5        | 6        | 7         | 8         | 9        | 10       | 11      | 12       | 13      | 14      | 15       | 16      | 17       | 18        | 19        | 20       | Hely | Pont |
| ---- | ------ | ---------------- | ------------ | ---------- | --------- | ------- | ------- | -------- | -------- | --------- | --------- | -------- | -------- | ------- | -------- | ------- | ------- | -------- | ------- | -------- | --------- | --------- | -------- | ---- | ---- |
| 2003 | ASM    | Dallara F303/015 | HWA-Mercedes | HOC1 1 Kiz | HOC1 2 24 | ADR 1 7 | ADR 2 5 | PAU 1 22 | PAU 2 Ki | NOR 1 Ki  | NOR 2 1   | LMS 1 5  | LMS 2 23 | NÜR 1 5 | NÜR 2 11 | A1R 1 2 | A1R 2   | ZAN 1 Ki | ZAN 2 5 | HOC2 1 9 | HOC2 2 Ki | MAG 1 Ki  | MAG 2 5  | 7.   | 50   |
| 2004 | ASM    | Dallara F303/015 | HWA-Mercedes | HOC1 1 2   | HOC1 2 3  | EST 1   | EST 2 8 | ADR 1 8  | ADR 1 Ki | PAU 1 Kiz | PAU 2 Kiz | NOR 1 18 | NOR 1 Ki | MAG 1   | MAG 2 Ki | NÜR 1 6 | NÜR 2 5 | ZAN 1 5  | ZAN 2 3 | BRN 1 2  | BRN 2     | HOC2 1 18 | HOC2 2 4 | 2.   | 88   |

### Teljes A1 Grand Prix eredménylistája
(Táblázat értelmezése)

(Félkövér: pole-pozícióból indult; dőlt: leggyorsabb kört futott) 

| Év      | Csapat        | 1         | 2          | 3       | 4       | 5         | 6         | 7       | 8       | 9         | 10        | 11      | 12      | 13        | 14        | 15      | 16      | 17        | 18        | 19      | 20      | 21        | 22      | Helyezés | Pont |
| ------- | ------------- | --------- | ---------- | ------- | ------- | --------- | --------- | ------- | ------- | --------- | --------- | ------- | ------- | --------- | --------- | ------- | ------- | --------- | --------- | ------- | ------- | --------- | ------- | -------- | ---- |
| 2005–06 | Franciaország | GBR SPR 2 | GBR FEA Ni | GER SPR | GER FEA | POR SPR 1 | POR FEA 1 | AUS SPR | AUS FEA | MYS SPR 1 | MYS FEA 1 | UAE SPR | UAE FEA | RSA SPR 1 | RSA FEA 8 | IDN SPR | IDN FEA | MEX SPR 1 | MEX FEA 1 | USA SPR | USA FEA | CHN SPR 7 | CHN FEA | 1.       | 172  |

### Teljes GP2-es eredménylistája
(Táblázat értelmezése)

(Félkövér: pole-pozícióból indult; dőlt: leggyorsabb kört futott) 

| Év   | Csapat         | 1         | 2          | 3          | 4          | 5          | 6          | 7          | 8         | 9          | 10        | 11         | 12        | 13        | 14         | 15         | 16        | 17         | 18         | 19         | 20         | 21         | 22        | 23        | Helyezés | Pont |
| ---- | -------------- | --------- | ---------- | ---------- | ---------- | ---------- | ---------- | ---------- | --------- | ---------- | --------- | ---------- | --------- | --------- | ---------- | ---------- | --------- | ---------- | ---------- | ---------- | ---------- | ---------- | --------- | --------- | -------- | ---- |
| 2005 | ART Grand Prix | SMR FEA 7 | SMR SPR 2  | ESP FEA 10 | ESP SPR Ki | MON FEA Ki | EUR FEA 4  | EUR SPR Ki | FRA FEA 9 | FRA SPR Ki | GBR FEA 3 | GBR SPR 5  | GER FEA 2 | GER SPR 9 | HUN FEA 4  | HUN SPR 1  | TUR FEA 1 | TUR SPR 14 | ITA FEA Ki | ITA SPR 18 | BEL FEA Ki | BEL SPR 12 | BHR FEA 2 | BHR SPR 3 | 4.       | 67   |
| 2006 | ART Grand Prix | VAL FEA 9 | VAL SPR Ki | SMR FEA 4  | SMR SPR Ki | EUR FEA 2  | EUR SPR 17 | ESP FEA 1  | ESP SPR 3 | MON FEA 3  | GBR FEA 6 | GBR SPR Ki | FRA FEA 2 | FRA SPR 3 | GER FEA 19 | GER SPR Ki | HUN FEA 6 | HUN SPR 3  | TUR FEA 3  | TUR SPR 7  | ITA FEA 5  | ITA SPR Ki |           |           | 3.       | 66   |

### Teljes DTM eredménylistája
(Táblázat értelmezése)

(Félkövér: pole-pozícióból indult; dőlt: leggyorsabb kört futott) 

| Év   | Csapat | 1       | 2      | 3      | 4       | 5      | 6      | 7      | 8      | 9      | 10      | 11      | Helyezés | Pont |
| ---- | ------ | ------- | ------ | ------ | ------- | ------ | ------ | ------ | ------ | ------ | ------- | ------- | -------- | ---- |
| 2007 | Audi   | HOC1 Ki | OSC    | LAU Ki | BRH 7   | NOR 8  | MUG 7  | ZAN 2  | NÜR 9  | CAT 10 | HOC2 16 |         | 11.      | 13   |
| 2008 | Audi   | HOC1 11 | OSC 9  | MUG 8  | LAU Kiz | NOR 14 | ZAN Ki | NÜR 14 | BRH 10 | CAT 6  | BUG 3   | HOC2 13 | 10.      | 10   |
| 2009 | Audi   | HOC1 Ki | LAU Ki | NOR Ki | ZAN Kiz | OSC 16 | NÜR Ki | BRH 11 | CAT 8  | DIJ 11 | HOC2 4  |         | 13.      | 6    |